# Македонски телеком
Македонски телеком  је највећи телекомуникациони оператор у Северној Македонији. У већинском је власништву Мађарског телекома.

## Историјат
Македонски телеком је основан 1. јануара 1997. година поделом тадашњег ПТТ Македоније на Македонски телеком и Македонску пошту. Марта 1998. године предузеће је регистровано као акционарско друштво у склопу припрема за приватизацију, 2001. Македонска влада продаје већински пакет акција Мађарском телекому. 2008. године извршен је ребрендинг Македонског телекома и почиње употреба T бренда.

## Пословање
Македонски телеком послује под брендом Телеком, након дугогодишње употребе брендова T-mobile и T-home.